# جاكي تومسون
جاكي تومسون (بالإنجليزية: Jackie Thompson)‏ هي عداءة سريعة أمريكية، ولدت في 20 يوليو 1954 في سان دييغو في الولايات المتحدة.

## وصلات خارجية
- جاكي تومسون على موقع أوليمبيديا (الإنجليزية)